# 唐富
唐富（1943年—2023年6月27日），中國笙演奏家，吉林農安人。作有笙獨奏曲《林海新歌》、協奏曲《文成公主》等曲。黑龍江省歌舞劇院一級演奏員（正高級職稱）、中國音樂家協會會員。

## 生平
1943年，唐富出生在吉林農安一個從事喪葬業的家庭，父親唐永祥擅長吹奏嗩吶，唐富自8歲起隨父親學習笙和嗩吶。1952年舉家搬至哈爾濱。1958年考入黑龍江省歌舞團民族樂隊。1963年的第二屆哈爾濱之夏音樂會上，以《鄂倫春馬隊在巡邏》開始其笙獨奏生涯。1964年參加瀋陽音樂週而成名，中國唱片社為其錄製一張唱片，是中國第四位獲該社錄製唱片的笙演奏家。同年拜閻海登為師，繼承、發展閻的複調演奏技法。作有《林海新歌》。
自黑龍江省歌舞劇院退休後，唐富從事笙教育工作。其表示其最大願望是出版中國第一部大型笙協奏曲《文成公主》。
唐富的兒子唐大志為中央民族樂團笙演奏員，曾獲「中國民族管弦樂首屆全國笙演奏比賽」青年專業傳統笙一等獎第一名。外孫亦喜好吹笙。
他在笙演奏技法上頗有突破、创新，如「拨舌」、「手颤」、「柔颤」、「喉吐」、「齿颤」等，其作品《天鹅畅想曲》 、《山乡喜开丰收镰》、协奏曲《文成公主》等曲中皆運用「複調」手法寫作，丰富了笙的表现力。他因貢獻而被稱為“古笙谱新曲，黑土育人杰”。
2023年6月27日逝於中國哈爾濱。